# Häresiarch
Als Häresiarch (von altgriechisch αἵρεσις haíresis ‚Anhängerschaft‘, ‚Philosophenschule‘, ‚Sekte‘ und ἄρχων archon ‚Herrscher‘, ‚Gebieter‘) wurde in der Literatur und Amtssprache der christlichen Tradition der Anführer einer Sekte bezeichnet bzw. derjenige, der eine häretische, von der orthodoxen Lehrmeinung abweichende Meinung erstmals oder prominent vertreten hat.
Der Sprachreiniger Johann Friedrich August Kinderling schlug 1795 den Begriff Erzketzer für den Häresiarchen vor. In der modernen Literatur hat sich jedoch mehr der Ketzerlehrer durchgesetzt.
Häufig wurden diese als Häresiarchen bezeichneten Vertreter einer heterodoxen Lehrmeinung namengebend für die entsprechende Sekte bzw. theologische Richtung. Beispiele dafür sind:
- Nestorius für die Nestorianer
- Basilides für die Basilidianer
- Valentinus für die Valentinianer
- Mani für die Manichäer
- Amalrich von Bena für die Amalrikaner
- Jan Hus für die Hussiten

Da die Glaubensüberzeugungen in den von Rom getrennten Kirchen in der heutigen katholischen Theologie nicht mehr als häretisch bezeichnet werden, ist der Begriff nur noch historisch von Bedeutung.